# 양달사 장군 유적
양달사 장군 묘역(梁達泗 將軍 遺蹟)은 대한민국 전라남도 영암군 영암읍 동무리에 있는 장독샘과 영암군 도포면 봉호리에 있는 시묘유적이다. 2019년 8월 22일 영암군의 향토문화유산 제8호로 지정되었다.

## 지정 사유
양달사(1518. 2. 2. ~ 1558. 12. 20) 의병장의 본관은 제주이고 호는 남암(南巖)이다. 1518년(중종 13년) 영암군 도포면 봉호정에서 태어나 1537년 무과에 급제하고, 1546년 11월 10일 중시(무과)에 합격하여 해남 현감으로 재임하던 1553년 2월 4일 모친상을 당해 관직을 내려놓고 시묘살이를 하던 중 1555년 5월 11일 을묘왜변이 발생하였다.
양달사는 왜구가 70여척의 배를 몰고 쳐들어와 도병마사 원적과 장흥부사 한온 등이 전사하고, 영암군수 이덕견도 항복하여 군민들의 목숨이 경각에 처해 있을 때, 충효일체(忠孝一切)라며 형 달수, 동생 달해, 달초와 함께 의병을 모아 1555년 5월 25일 기발한 전술과 전략으로 왜구들을 공격하여 영암성 대첩에서 대승을 거두었다. 이날의 패배로 왜구들이 마침내 퇴각하자 장군은 고향으로 돌아와 시묘살이를 마쳤고, 왜변시의 창독으로 1558년 12월 20일 사망하였다.
상중 출전(出戰)하였다는 이유로 영암성 전투에서의 모든 공을 도순찰사 이준경, 전주부윤 이윤경 등에게 돌리다 보니 양달사 장군에게는 아무런 포상이 없었고, 장흥부의 원벽(院壁)에 양달사에게 포상이 없음을 개탄하는 시가 나붙었다는 기록이 명종실록에 남아 있다.
이후 전라도 유림들의 지속적인 건의로 292년이 지난 1847년 헌종 13년에 좌승지로 추증되었다. 따라서 양달사 의병장의 숨결이 어린 장독샘과 어머니 청주한씨 묘소 주변을 영암군 문화유산으로 지정하여 조선 최초의 의병장이자 호국 영웅인 양달사에 대한 인식을 새롭게 가지는 계기 마련하였다.

## 같이 보기
- 을묘왜변